# Uvån
De Uvån is een rivier in de Zweedse provincies Värmlands län en Dalarnas län. De rivier ontspringt in Tiomilaskogen ten zuiden van Malung en voert daarna door de meren Kvien, Naren en Dragsjön naar het stadje Hagfors. Via het meer Värmullen loopt de rivier dan naar Uddeholm, waar zij uitmondt in het grote Rådasjön. Bij Råda verbindt de Årosälven het Rådasjön met de grote rivier de Klarälven. Deze verbinding is feitelijk gezien ook onderdeel van de Uvån omdat dit de enige natuurlijke afvoer is van het Rådasjön.